# Chemin de la Saudrune
Le chemin de la Saudrune est une voie de Toulouse, chef-lieu de la région Occitanie, dans le Midi de la France.

## Situation et accès

### Description
Le chemin de la Saudrune est une voie publique. Il se trouve dans le quartier de Saint-Simon.
La chaussée compte, entre la route de Seysses et le boulevard des Courties, une voie de circulation automobile dans chaque sens puis, entre le boulevard des Courties et la limite communale de Portet-sur-Garonne, une seule voie de circulation automobile à double-sens. Elle appartient, dans cette deuxième partie, à une zone 30 et la vitesse y est limitée à 30 km/h. Il n'existe pas d'aménagement cyclable.
Il correspond à une partie de l'ancien chemin vicinal 34, qui allait de Tournefeuille à Portet-sur-Garonne (actuels chemins de Tucaut et de la Saudrune). En 1938, il est absorbé par la route départementale 63, qui va de Portet-sur-Garonne à Villaudric en passant par Tournefeuille et Colomiers. En 2017, la gestion de la partie de la route située entre Toulouse et Lespinasse est transférée à Toulouse Métropole et elle est devenue la route métropolitaine 63.

### Voies rencontrées
Le chemin de la Saudrune rencontre les voies suivantes, dans l'ordre des numéros croissants (« g » indique que la rue se situe à gauche, « d » à droite) :
1. Route de Seysses
2. Rond-point Jean-Claude-Husson
3. Impasse de Candie (d)
4. Boulevard de Thibaud (g)
5. Boulevard des Courties (d)
6. Chemin de Candie - Portet-sur-Garonne

## Odonymie
Le chemin tient son nom du ruisseau de la Saudrune, un petit affluent de la Garonne, qui marque la limite avec la commune de Portet-sur-Garonne et traversé par le chemin. Jusqu'en 1947, il était désigné comme le chemin de Candie : il traverse en effet le domaine de Candie, organisé autour du château du même nom (actuel no 17).